# Säulnhof
Säulnhof ist ein Ortsteil der Gemeinde Stulln im Landkreis Schwandorf des Regierungsbezirks Oberpfalz im Freistaat Bayern.

## Geografie
Säulnhof besteht aus dem Dorf Säulnhof, das 150 Meter nordöstlich des Hüttenbaches liegt, und der Säulnhofer Mühle, die sich direkt am Südwestufer des Hüttenbaches, gegenüber von Säulnhof, befindet. Südöstlich der Säulnhofer Mühle erstreckt sich eine kleine Siedlung mit ungefähr 10 Wohnhäusern entlang des Hüttenbaches. Zwischen den beiden Ortsteilen liegen landwirtschaftliche Flächen. Eine kleine Straße, die über eine Brücke über den Hüttenbach führt, verbindet die beiden Siedlungen. Beim Zensus 2011 wurden im Dorf Säulnhof 25 Einwohner und in der Siedlung um die Säulnhofermühle 40 Einwohner gezählt.
Säulnhof liegt 1,8 Kilometer westlich von Stulln, 3,4 Kilometer südöstlich der Bundesautobahn 6, 3,6 Kilometer nordwestlich der Bundesautobahn 93 und 650 Meter südöstlich der Staatsstraße 2040. Die Umgebung von Säulnhof ist von Quellen und Bächen geprägt, deren Wasser in zahlreichen Fischweihern genutzt wird.

## Geschichte

### 13. bis 18. Jahrhundert
Säulnhof (auch: Seilnhoven, Seülnhoff, Sailenhofen, Sewlhenhoven, Sewlenhoff, Sewlnhoff, Seulnhof, Seullnhof, Seullenhof, Saillenhoff) erschien bereits im ältesten bayerischen Salbuch aus dem frühen 13. Jahrhundert. Es war darin zum Amt Schwarzach gehörig mit einer Steuer von 14 Schilling verzeichnet.
In Säulnhof hatte das Kloster Ensdorf seit 1215 Besitz. 1215 überließ Ensdorf ein Gut in Säulnhof an Wolfram und Berta von Thonhausen auf Lebenszeit. 1426 wurde Säulnhof in Zusammenhang mit einer Erbrechtübergabe genannt. Im Zinsbuch des Klosters Ensdorf aus dem Jahr 1554 waren 4 Höfe in Säulnhof verzeichnet.
Das Kloster Reichenbach am Regen hatte entsprechend dem Registraturbuch aus dem Jahr 1565 ebenfalls Besitz in Säulnhof.
Säulnhof wurde im Salbuch von 1413 erwähnt mit einer Steuer von 2 Achtel Hafer. Im Salbuch von 1473 wurde Säulnhof zusammen mit Vierbruckmühle mit einer Steuer von 1 Pfund, 6 Schilling und 1 Achtel Korn und 2 Achtel Hafer aufgeführt. Im Salbuch von 1513 war Säulnhof mit einem Geldzins zu Walpurgis und Michaelis von 1 Hof und einer Mühle und einem jährlichen Jägergeld von 4 Höfen, 2 Dreiviertelhöfen, 2 Halbhöfen, 1 Viertelhof, 1 Mühle und Naturalabgaben von Weihnachtswecken, Korn und Hafer verzeichnet. Im Amtsverzeichnis von 1596 erschien Säulnhof mit 4 ganzen Höfen, 2 Dreiviertelhöfen, 2 Halbhöfen, 1 Viertelhof, 1 Mühle. Im Türkensteueranlagsbuch von 1606 waren für Säulnhof 7 ganze Höfe, 1 Dreiviertelhof, 1 Gut, 2 Mühlen, 21 Pferde, 1 Fohlen, 2 Ochsen, 23 Kühe, 23 Rinder, 3 Stiere, 1 Schwein, 1 Kalb, 50 Schafe, 9 Frischlinge und eine Steuer von 43 Gulden und 22½ Kreuzer eingetragen. Zusätzlich zur Gutsherrschaft Schwarzenfeld gehörig ein Gut laut Steuerbuch von 1630 mit 2 Ochsen, 2 Kühen, 2 Rindern, und einer Steuer von 2 Gulden, 43¼ Kreuzer.
Während des Dreißigjährigen Krieges erlebte die Region einen Bevölkerungsrückgang. 1500 und 1523 hatte Säulnhof 11 Untertanen, 1583 10 Untertanen, 1631 8 Untertanen und 1712 hatte es 10 Untertanen. Die Kriegsaufwendungen von Säulnhof betrugen 985 Gulden.
Im Herdstättenbuch von 1721 erschien Säulnhof mit 10 Anwesen, 11 Häusern und 11 Feuerstätten, zusätzlich zu Schwarzenfeld gehörig 1 Anwesen, 1 Haus, 1 Feuerstätte. Im Herdstättenbuch von 1762 mit 10 Herdstätten, 1 Inwohner und 1 Hirtenhaus mit 1 Inwohner, zusätzlich zu Schwarzenfeld gehörig 1 Herdstätte, 2 Inwohner. 1792 hatte Säulnhof 11 hausgesessene Amtsuntertanen, zusätzlich zu Schwarzenfeld gehörig 1 hausgesessener gutsherrschaftlicher Untertan. 1808 gab es in Säulnhof 11 Anwesen, darunter die Vierbruckmühle, Inhaber Johannes Kraus, und die Säulnhofmühle, Inhaber Michl Gradl, und ein Hirtenhaus, zusätzlich zu Schwarzenfeld gehörig 1 Anwesen.

### 19. und 20. Jahrhundert
1808 begann in Folge des Organischen Ediktes des Innenministers Maximilian von Montgelas in Bayern die Bildung von Gemeinden. Dabei wurde das Landgericht Nabburg zunächst in landgerichtische Obmannschaften geteilt. Säulnhof kam zur Obmannschaft Stulln. Zur Obmannschaft Stulln gehörten: Stulln, Brensdorf, Grafenricht, Säulnhof, Schanderlhof, Vierbruckmühle, Geiselhof, Säulnhofermühle und Freiung.
Dann wurden 1811 in Bayern Steuerdistrikte gebildet. Dabei wurde Säulnhof Steuerdistrikt. Der Steuerdistrikt Säulnhof bestand aus den Dörfern Säulnhof und Grafenricht, den Einöden Schanderlhof, Vierbruckmühle, Geiselhof, Säulnhofermühle und der Abdeckerei Freiung. Er hatte 26 Häuser, 170 Seelen, 250 Morgen Äcker, 60 Morgen Wiesen, 25 Morgen Holz, 5 Weiher, 5 Morgen öde Gründe und Wege, 2 Pferde, 38 Ochsen, 24 Kühe, 25 Stück Jungvieh, 75 Schafe und 24 Schweine.
Schließlich wurde 1818 mit dem Zweiten Gemeindeedikt die übertriebene Zentralisierung weitgehend rückgängig gemacht und es wurden relativ selbständige Landgemeinden mit eigenem Vermögen gebildet, über das sie frei verfügen konnten. Hierbei kam Säulnhof zur Ruralgemeinde Stulln. Die Gemeinde Stulln bestand aus den Ortschaften Stulln mit 20 Familien, Brensdorf mit 18 Familien, Grafenricht mit 8 Familien, Säulnhof mit 11 Familien, Schanderlhof mit 1 Familie, Vierbruckmühle mit 2 Familien, Geiselhof mit 2 Familien und Freiung mit 1 Familie.
Säulnhof gehört teilweise zur Pfarrei Schmidgaden und teilweise zur Pfarrei Schwarzenfeld im Dekanat Nabburg. 1838 gehörten in Säulnhof 30 Katholiken in 4 Wohngebäuden zur Pfarrei Schmidgaden und 42 Katholiken in 7 Wohngebäuden zur Pfarrei Schwarzenfeld. 1913 gehörten in Säulnhof 28 Katholiken in 4 Wohngebäuden zur Pfarrei Schmidgaden und 42 Katholiken in 6 Wohngebäuden zur Pfarrei Schwarzenfeld. 1997 gehörten in Säulnhof 38 Katholiken zu Schmidgaden und 36 Katholiken zu Schwarzenfeld.

## Einwohnerentwicklung ab 1819
| Jahr | Einwohner   | Gebäude |
| ---- | ----------- | ------- |
| 1819 | 11 Familien | k. A.   |
| 1828 | 43          | 11      |
| 1838 | 72          | 11      |
| 1864 | 89          | 45      |
| 1875 | 82          | 54      |
| 1885 | 84          | 11      |
| 1900 | 70          | 11      |
| 1913 | 70          | 10      |

| Jahr | Einwohner | Gebäude |
| ---- | --------- | ------- |
| 1925 | 76        | 10      |
| 1950 | 93        | 10      |
| 1961 | 79        | 15      |
| 1964 | 79        | 15      |
| 1970 | 62        | k. A.   |
| 1987 | 74        | 15      |
| 2011 | 65        | k. A.   |